# Leptotes bicolor
Leptotes bicolor — вид орхидей, произрастающих в Парагвае и на юге Бразилии. Типовой вид рода Лептотес (Leptotes). Его цветы и плоды используются в качестве заменителя ванили в молоке и мороженом.
Растет в более прохладном климате, чем ваниль. Содержит ванилин, основное соединение экстракта ванили. Выращивается как декоративное растение.